# کلمنته ویلاورده
کلمنته ویلاورده (انگلیسی: Clemente Villaverde؛ زادهٔ ۸ فوریهٔ ۱۹۵۹) بازیکن سابق فوتبال اهل اسپانیا است که در پست مدافع چپ بازی ‌می‌کرد. او مدیر کل فعلی ختافه است.